# Chisagüés
Chisagüés es una entidad de población española del municipio de Bielsa, perteneciente a la provincia de Huesca, en la comunidad autónoma de Aragón. En 2023, la entidad singular de población tenía empadronados dieciséis habitantes y el núcleo de población, también dieciséis.
En el pueblo todavía se conserva el belsetán, variedad de la lengua aragonesa.
Destaca también por ser una localidad que ha mantenido la arquitectura tradicional en muchas de sus casas, ya que el lugar no fue bombardeado em la Guerra Civil. Se pueden observar los tejados de loseta roya y las chimeneas (chumineras) acabadas en espantabrujas (espantabruixas) en algunos tejados (tellatos).